# Diffractive optical element
Diffractive Optical Elements of korter gezegd DOE is een techniek die gebruikt wordt door computers om holografische afbeeldingen en patronen te vormen. Deze techniek wordt vaak gebruikt in applicaties die niet in staat zijn traditionele en eenvoudige afbeeldingen of vormen te maken met lenzen of spiegels. De efficiëntie van dit soort techniek kan dan ook zeer hoog liggen, omdat er in plaats van spiegels een gouden mantel als reflectie middel gebruikt wordt. Dit heeft als voordeel dat onderhoud tot een minimum beperkt wordt en vervuiling niet aan de orde is.

## Voordelen
- Zeer efficiënt
- Lage onderhoudskosten
- Gebruikbaar voor een brede waaier van toepassingen zoals o.a. glassnijden
- Kan stralen met een hoog vermogen omvormen naar praktisch alle vormen